# Liste de personnalités liées à Haguenau
Cette liste recense les personnalités ayant eu un lien à la ville de Haguenau, commune française du département du Bas-Rhin.

## Liste de personnalités
Personnalités décédées classées par période historique, par thème (agriculture, armée, artiste) et par date de naissance.

### Moyen Âge
- Reinmar de Haguenau (?-1210), poète du Minnesang.
- Godefroy de Haguenau (en), (mort en 1313), chanoine, médecin, théologien et poète.
- Blanche d'Angleterre, fille d'Henri IV (roi d'Angleterre), (1392-1409), mariée à Louis III du Palatinat, pour tisser une alliance diplomatique entre l'Angleterre et le Saint-Empire, décède à Haguenau et inhumée dans l'église St. Aegidius à Neustadt an der Weinstraße.
- Diebold Lauber (actif entre 1427 et 1471), directeur d´un atelier de calligraphie et d´enluminure.
- Barbara d'Ottenheim (1430-1484), amante du comte Jacques de Lichtenberg, bailli de la ville de Strasbourg. Après le décès en 1480 de Jacques de Lichtenberg, elle fut chassée du château de Bouxwiller par les héritiers de ce dernier et emprisonnée à Haguenau sous le motif de sorcellerie. Son buste a été réalisé par le sculpteur allemand Nicolas Gerhaert de Leyde.

### Renaissance

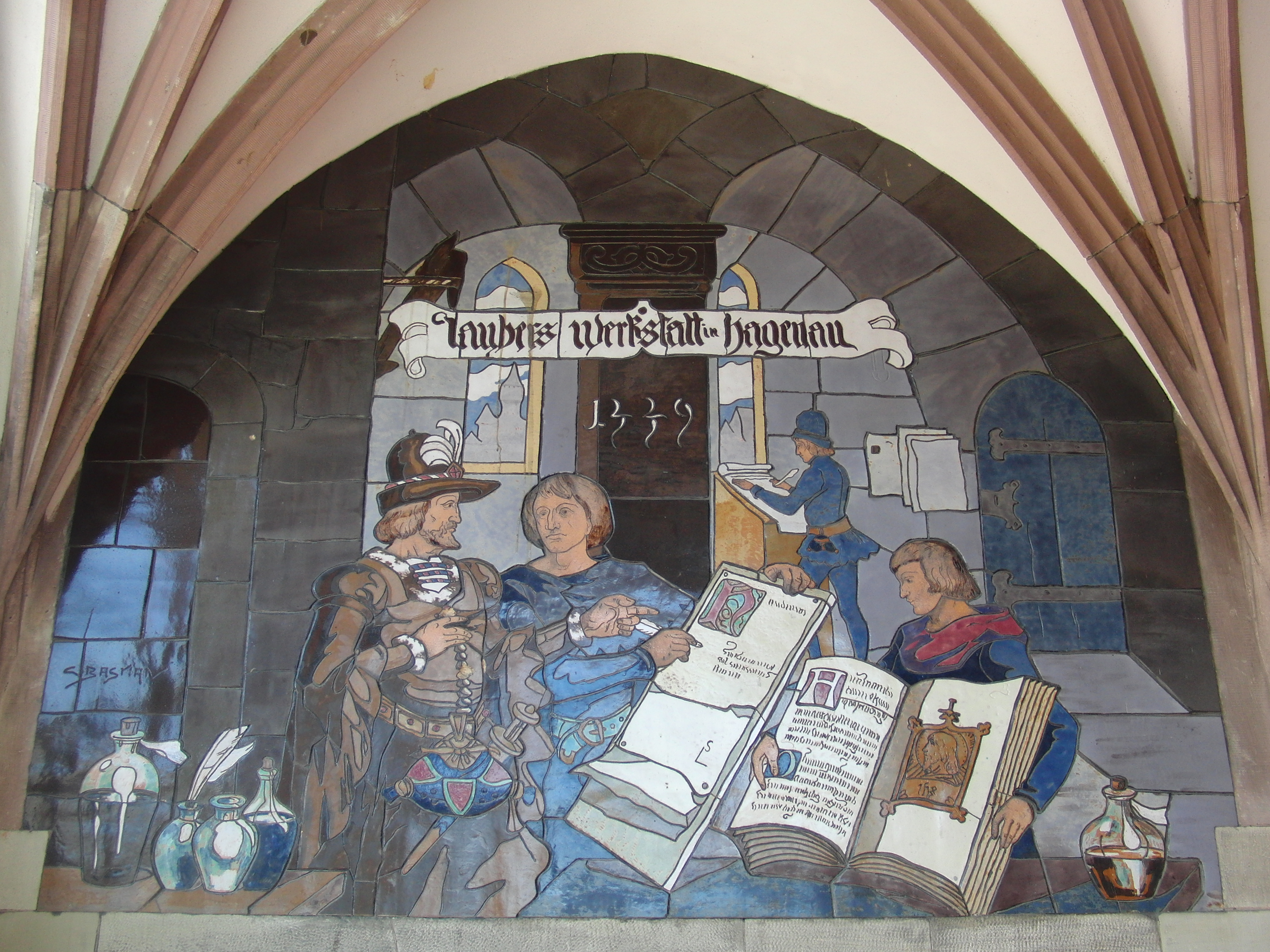
L’atelier de Diebold Lauber, mosaïque d’après Léo Schnug, à l’entrée du musée historique.

- Nicolas de Haguenau (1445-1538), sculpteur.
- Thomas Anshelm de Baden-Baden (1465-1523), venu de Tübingen, il devient imprimeur de livres humanistes et réformateur à Haguenau où il publie des ouvrages de Melanchton.
- Éric Ier de Brunswick-Calenberg-Göttingen (1470-1540) est le duc de Brunswick-Lunebourg de « l'électorat de Hanovre » décède à Haguenau en 1540.
- Josel von Rosheim (1476-1554), jurisconsulte.
- Wolfgang Fabricius Köpfel Capiton (1478-1541), réformateur.
- Henri Gran (1489-1523), imprimeur. Il publie 213 ouvrages de 1501 à 1523, dont la Légende dorée de Jacques de Voragine (en 1510 et 1516) et les Olympiques de Pindare en 1527 (parution posthume).
- Michael Toxites (1514-1581), médecin et alchimiste. Il travaille sur l'antimoine et l'alkahest. En 1574, il s'établit à Haguenau où il est mort en 1581.

### Époque moderne et contemporaine

#### Agriculture
- François-Ignace Derendinger (1775-1847), restaurateur, cultivateur et brasseur à Haguenau qui fut en 1805 l'introducteur de la culture du houblon dans le département du Bas-Rhin
- André Grusenmeyer (1840-1905), inventeur de la machine à battre le blé, du manège et de la charrue buteuse, décédé à Haguenau[1].
- Joseph Grusenmeyer (1867-1949), fils d'André Grusenmeyer, inventeur (scie de 2 mètres de haut, bande de protection amovible sur les roues des tracteurs), maître mécanicien à Haguenau[2].

#### Armée
- Théodore Melchior Marchant (1750- ?), général des armées de la République, né à Haguenau.
- Nicolas Thurot (1773-1835), général sous le 1er Empire, officier du 6e et du 8e Hussards, du 14e Dragons et du 12e Cuirassiers, puis maire de Haguenau.
- Philippe Christophe Hallez (1778-1842), militaire et homme politique français du XIXe siècle, né à Haguenau.
- Frédéric Corréard (1789-1869), général, ancien dragon de la garde impériale, il combat à la bataille d'Essling, puis à Wagram, participe à la campagne d'Espagne en 1813, à Waterloo, puis participe à la conquête de Constantine en 1830. Il se retire à Haguenau où il décède.
- Pierre Georges Duport (1864-1939), né à Haguenau, commandant le 9e RI en 1914, chef d'état général de l'armée, entre à Haguenau à la tête des troupes françaises le 26 novembre 1918, membre du Conseil supérieur de la Guerre (1924) et inspecteur général de l'infanterie. Il assure l'intérim comme Haut-commissaire en Syrie (novembre-décembre 1925) et est commandant en chef de l'Armée du Levant[3].
- Morris E. Crain (en) (1924-1945), soldat-héros de l'armée des États-Unis, tué à Haguenau, le 13 mars 1945.

#### Aviation
- Paul Senge (1890-1913)[4], pionnier de l'aviation, voir Aérodrome de Haguenau.
- André Launay (1892-1934), pilote de la première liaison aérienne Paris-Prague et pilote expérimenté 8 000 heures de vol. Il pilote l'avion expérimental Dewoitine D.332 Émeraude qui remporte le record de vitesse Paris-Saïgon en 1933. À son voyage retour, après une escale à Marignane et à Lyon, l'avion comprenant 10 personnes s'écrase à Corbigny (Nièvre), le 15 janvier 1934. Ayant habité Haguenau après son mariage à Strasbourg, André Launay est enterré au cimetière Saint-Georges[5].
- Charles Macé (1898–1919) est un as de l'aviation français de la Première Guerre mondiale, au cours de laquelle il remporte douze victoires aériennes homologuées, dont huit sur des ballons d'observation et quatre sur des chasseurs ennemis. Il se tue dans un accident d'avion le 7 juin 1919 à Haguenau.
- Pierre Claude (1910-1939), aviateur français abattu près de Wintzenbach et inhumé, le 28 septembre 1939, à Haguenau.

#### Artistes
- Alfred Marzolff (1867-1936), sculpteur des bustes de Xavier Nessel et de l'abbé Charles Hanauer, du Bûcheron et de la Cueilleuse de houblon de la place Schuman et du Lion aux aguets devant la gare à Haguenau.
- Théophile Bohl (1868-1942), maître-verrier de plusieurs chapelles de Haguenau et de la région[6].
- Hans Gsell (1884-1915), élève de Heinrich von Zügel, dessinateur et sculpteur animalier de 1909 à 1914. Le Musée historique de Haguenau lui consacre une exposition en 1930-1931[7].
- Roger Corbeau (1908-1995), photographe de plateau du cinéma français de 1930 à 1970, né à Haguenau.

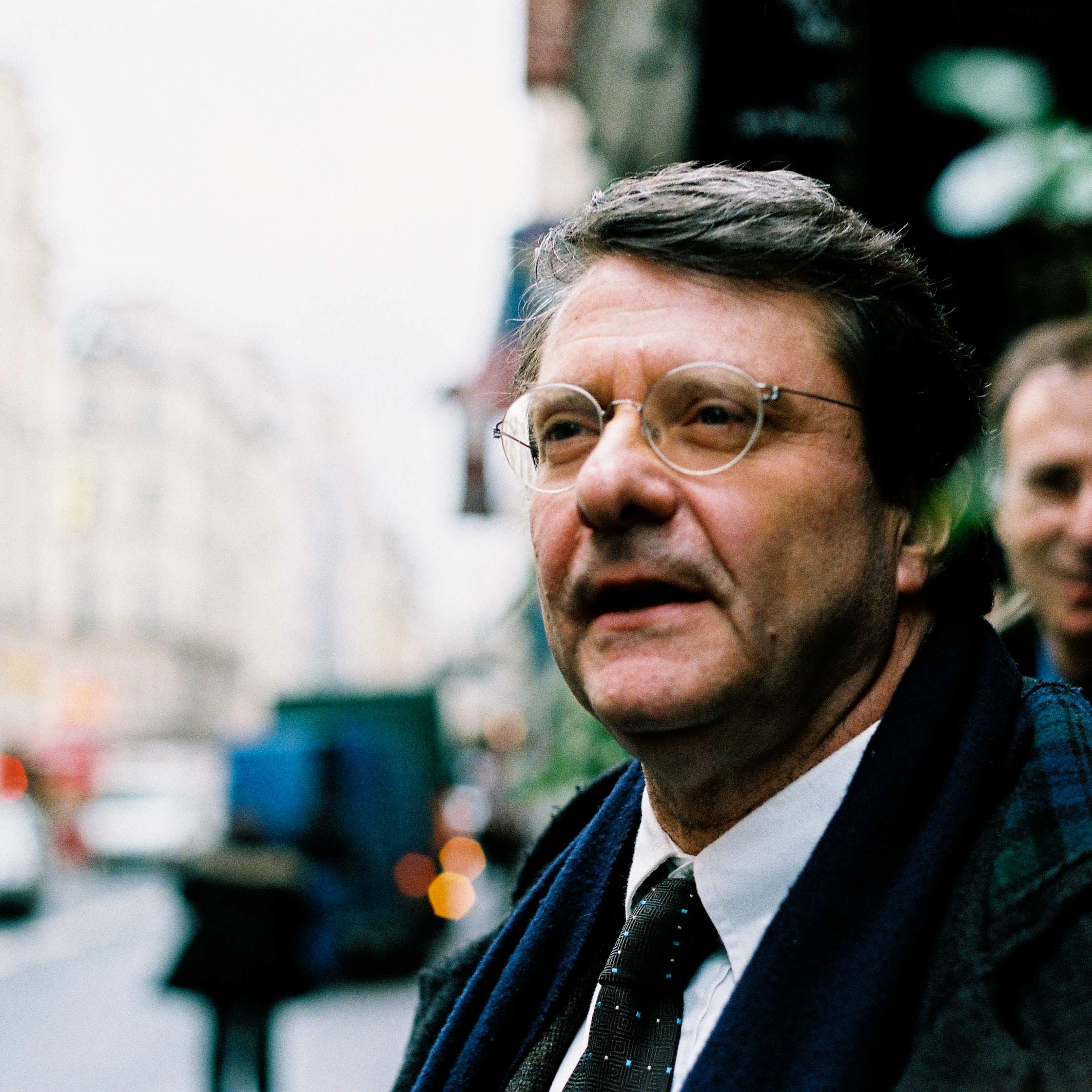
Erik Izraelewicz, rédacteur en chef du Monde, la salle de la presse de la médiathèque porte son nom.

- Ernest Huber (1910-2006), illustrateur et graveur, né à Haguenau.
- Ernest Werle (1912-1998) est un artiste peintre et maître verrier, né à Haguenau. Il réalise une centaine de vitraux d'églises en France et à l'étranger. De nombreux tableaux sont conservés dans les musées d'art moderne et contemporain .
- Tristan Ruhlmann (1923-1982), maître-verrier, travaille et ouvre un atelier à Haguenau de 1946 à 1974, réalise plusieurs vitraux pour les églises de Haguenau et de sa région.
- Thierry Tristan Ruhlmann (1950-2018), maître-verrier, restaurateur des vitraux du Musée historique de Haguenau et de l'église Saint-Joseph de Haguenau.

##### Écrivains et journalistes
- Charles Berdellé (1834-1917), dramaturge, né à Haguenau.
- Léon Cahun (1841-1900), né à Haguenau, écrivain, journaliste et orientaliste, oncle de l'écrivain Marcel Schwob.
- Octave Bernard (1869-1953), dramaturge et marchand d'art, né dans cette ville.
- Alfred Döblin (1878-1957), écrivain, médecin militaire à Haguenau de 1917 à 1918. Auteur de Berlin Alexanderplatz (1929), il décrit Haguenau en novembre 1918 dans Bourgeois et soldats (1939).
- Jean-Louis Bory (1919-1979), professeur de lettres au lycée de Haguenau de 1945 à 1948, journaliste au Nouvel Observateur, critique de cinéma à l'émission de radio Le Masque et la Plume et écrivain, prix Goncourt en 1945 pour Mon village à l'heure allemande.
- Erik Izraelewicz (1954-2012), journaliste et directeur des rédactions du journal Le Monde, qui fréquenta le lycée Robert-Schuman.

##### Historiens
- Joseph Guerber (1824-1909), vicaire à Haguenau, historien et journaliste.
- Xavier Nessel (1834-1918), archéologue, maire de Haguenau, député au Reichstag et numismate.
- Gustave Glotz (1862-1935), historien de la Grèce antique, né à Haguenau, auteur du Le travail dans la Grèce ancienne : histoire économique de la Grèce ancienne depuis la période homérique jusqu’à la conquête romaine [archive] (1920), disponible sur Gallica, La Civilisation égéenne [archive] (1923), disponible sur Gallica et de La Cité grecque [archive] (1928), disponible sur Gallica.Xavier Nessel, maire de Haguenau et créateur de la bibliothèque et du musée historique de Haguenau.

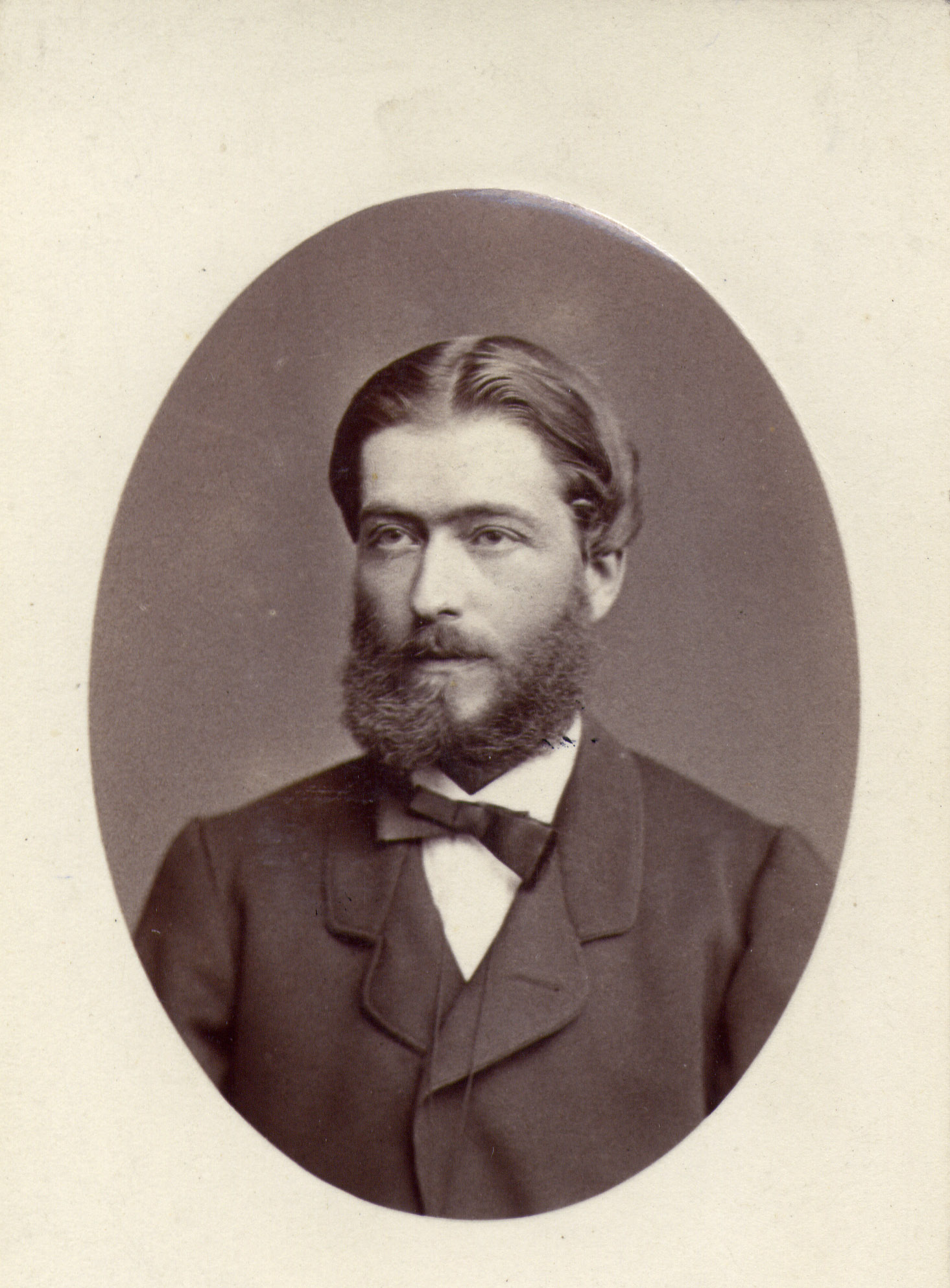
Xavier Nessel, maire de Haguenau et créateur de la bibliothèque et du musée historique de Haguenau.

- Louis Eisenmann (1867-1937), slaviste et historien spécialiste de l'Autriche-Hongrie[8].
- Johannes Stroux (de) (1886-1954), philologue, historien de l'antiquité.
- Lucien Sittler (1905-1987), historien, archiviste à Colmar et rédacteur en chef du Nouveau Calendrier alsacien et de l'Annuaire de Colmar, président d'honneur de la Fédération des sociétés d'histoire et d'archéologie d'Alsace. Né à Haguenau, il fait ses études primaires et secondaires à Haguenau jusqu'en 1923.
- André-Marcel Burg (1913-1987), prêtre, bibliothécaire, archiviste du Musée historique (1946-1980) et historien. Il publie cinq volumes d’Études haguenoviennes et vingt-trois volumes des Archives de l'Église d’Alsace.

##### Musiciens
- Philipp Friedrich Böddecker (1607-1683), né à Haguenau, compositeur et organiste pendant la période baroque, rival de Samuel Capricornus.
- Jean-Georges Paulus, (1816-1898), né à Haguenau, clarinettiste et fondateur de l'Orchestre de la Garde républicaine.
- François Xavier Joseph (1823-1856), fils de Joseph Wackenthaler organiste de la Cathédrale Notre-Dame de Strasbourg de 1833 à 1869, est organiste à Haguenau, puis premier professeur d'orgue à l'École Niedermeyer de Paris.
- Édouard Ignace Andlauer (1830-1909), élève de l'organiste Joseph Wackenthaler, obtient à l'âge de 18 ans après concours la place d'organiste à l'église Saint-Georges de Haguenau de 1848 à 1908[9]. Il dirige de 1857 à 1861, la Société chorale. Compositeur d'œuvres pour orgue, pour piano et pour chant, il est connu pour sa fantaisie pour orgue, Marienthalerlied : « Erhebt in vollen Chören », en l'honneur de la Vierge de la basilique Notre-Dame de Marienthal de Haguenau. Il fonde la Cécilia, dirige pendant de longues années le chant du cercle des jeunes gens, L'Aloysia. Il accepte, en 1879, la place de maître de piano à l'École de musique municipale de Haguenau et fait souvent des expertises d'orgue.
- Clément Lippacher, (1850-1934), né à Haguenau, organiste et compositeur de ballets, de musique d'opéra-bouffe et de musique sacrée.
- Alfred von Beckerath, (1901-1978), né à Haguenau, compositeur d’œuvres symphoniques, de chants pour chorales, de musique sacrée et d'opéras et chef d'orchestre à Francfort-sur-le-Main, Fribourg-en-Brisgau, à Munich et Wiesbaden.
- Marius Schneider (1903-1982), né à Haguenau, musicologue.
- Rémy Gug (né en 1950), facteur de clavecin renommé, ayant vécu Haguenau de 1995 à 1999.

##### Divers
- Paul Bonatz (1877-1956)[10], architecte, fréquente le Gymnasium (lycée) de Haguenau.
- Alexander Schwartz (1908-2000), est un footballeur et entraîneur roumain, naturalisé français. Installé à Haguenau au milieu des années 1970, il est entraîneur du RC Strasbourg en novembre 1976, qu'il mène au succès en menant le Racing à la première place du groupe B et en remportant le championnat de D2 en finale face à l'AS Monaco. il termine sa carrière comme entraîneur aux Sports réunis Haguenau, le club amateur local, pour lequel il mène en Division 3, en 1978-1979. Il décède à Haguenau en 2000.
- Richard Gehenn (1916-1962), géologue. Sa collection est conservée à la faculté de chimie et sciences de la terre à l'Université de Heidelberg.
- Georges Klein (1921-2001), spécialiste des arts populaires, habitait Haguenau à la fin de sa vie.
- Roland Schweitzer (1925-2018), architecte et urbaniste de centres de vacances et d'auberges de jeunesse, architecte de la ZAC de Tolbiac située à Paris Rive Gauche, né en 1925 dans les Vosges, a vécu à Haguenau[11].

#### Médecine
- Charles-Emmanuel Sédillot (1804-1883), médecin militaire et un chirurgien français, directeur de l'École de médecine militaire de Strasbourg jusqu'à sa retraite en 1869, précurseur de l'asepsie opératoire et promoteur de l'anesthésie au chloroforme et l'invention, en 1878, du mot «microbe». Il est médecin à Haguenau pour soigner les blessés évacués de la Bataille de Frœschwiller-Wœrth en 1870. Il refuse l'offre prussienne de conserver sa chaire de la faculté de médecine.
- Edmond Weill (1858-1924), professeur de pédiatrie à Lyon, né à Haguenau. Il quitte la ville en 1870 après l'annexion allemande. Il est spécialisé dans les maladies infantiles. Il a établi le diagnostic de la pneumonie chez l'enfant connu soue le nom de "triangle Weill".
- Alfred Döblin (1878-1957), médecin militaire à l'hôpital militaire des Platanes (détruit en 1944) de Haguenau et à la Maison des Sourdes et Muettes de Marienthal (Bas-Rhin) de 1917 à 1918.

#### Politique

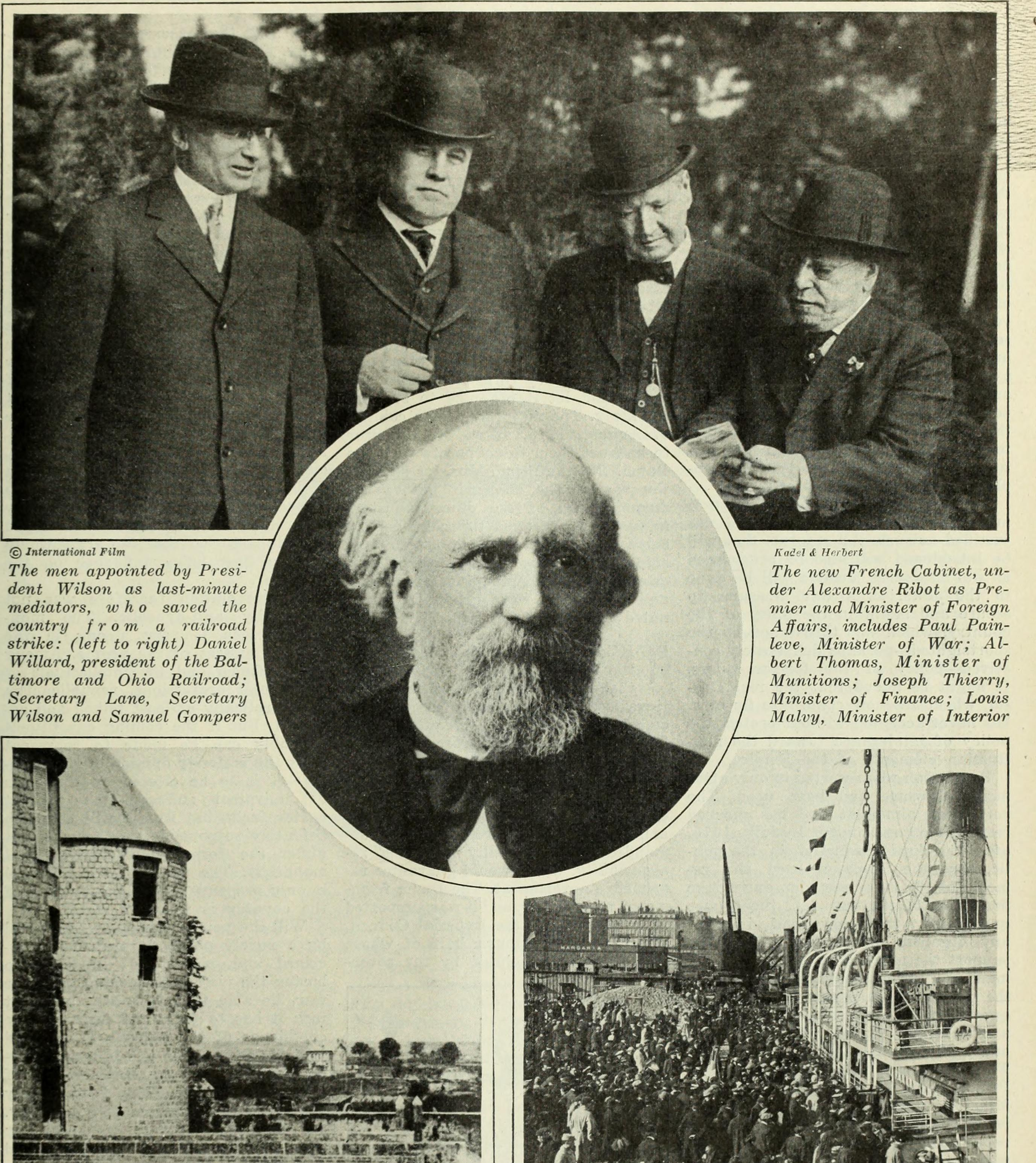
Joseph Thierry ministre des finances 1917.

- Pierre-Michel-Bernardin Saglio (29 août 1759, Haguenau - 10 juillet 1849, Walbourg), homme politique.
- Florent Saglio (1777-1841), député du Bas-Rhin (1819-1824 et 1827-1841) et industriel.
- Nicolas Thurot (1773-1835), ancien général sous le 1er Empire et la Restauration, maire de Haguenau de 1820 à 1830.
- Auguste-Joseph-Donat de Blondeau (1791-1868), né à Haguenau, député du Doubs, en 1831 à 1836 sous la monarchie de Juillet.
- Joseph Lejoindre (1798-1858), né à Haguenau, député du Bas-Rhin de 1834 à 1836, siégeant au centre gauche.
- Charles Lejoindre (1805-1877), né à Haguenau, frère de Joseph Lejoindre, député de la Moselle de 1868 à 1870 dans la majorité soutenant le Second Empire.
- Xavier Nessel (1834-1918), archéologue, maire de Haguenau, député au Reichstag et numismate.
- Joseph Thierry (1857-1918), fils du maire de Haguenau Joseph Thierry, ministre des Travaux publics et des Finances, sous-secrétaire d'État au Ravitaillement (1913-1918), né à Haguenau[12]
- Alexandre de Hohenlohe-Schillingsfürst (1862-1924), fils du gouverneur d'Alsace-Moselle, député de la circonscription de Haguenau-Wissembourg, élu deux fois en 1893 et 1898.
- Johann Norbert Hinsberg (1875-ap. 1918), maire de Sarrebourg, député du Landtag Alsace-Lorraine de 1911 à 1918, né à Haguenau. Il est nommé gouverneur du district de Colmar jusqu'en 1906.
- Michel Walter (1884-1947), député autonomiste alsacien sous la Troisième République.
- Karl Gengler (de) (1886-1974), politicien, député au parlement (de) du Wurtemberg.
- André Traband (1920-1992), maire de Haguenau (1971-1989) et conseiller général du canton de Haguenau (1976-1988), ayant eu le titre de Juste parmi les nations en 1973[13] avec son épouse Eliane[14], ils protègent un enfant juif à Solignac. Il est maître de conférences en géographie à l'université de Strasbourg. Il décède un mois après sa élection comme sénateur.
- Ferdinand Moschenross (1929-2008), né à Haguenau, autonomiste alsacien.

#### Résistants ou opposants au nazisme
- Camille Ernst (1900-1983), préfet, résistant et déporté, reconnu comme « Juste parmi les nations » par Yad Vashem, naissance et études au lycée de Haguenau. Une plaque commémorative a été inaugurée à l'entrée de la rue du Grand Rabbin Bloch qui mène à la synagogue[15].
- Werner Barkholt (de) (1902-1942), ecclésiastique catholique, opposant au nazisme.
- Caroline Muller (résistante) (1907-1958), résistante, qui sous le pseudonyme de « Tante Jeanne » a fondé à Haguenau avec le Dr Paul Flesch une filière d'évasion aidant des prisonniers de guerre français et les Alsaciens réfractaires à l'incorporation de force, à franchir la frontière entre l'Alsace annexée et la France. Arrêtée par la Gestapo en mars 1942, elle connaît plusieurs lieux de détention, puis est enfermée au camp de concentration de Ravensbrück. Pour ses actes de bravoures, elle reçoit la Croix de guerre 1939-1945 avec étoile de vermeil, la Médaille de la Résistance française et nommée officier de l'Ordre national de la Légion d'honneur. Elle décède, en 1958, des séquelles de sa détention.
- Alfred Klein (1916-1944), résistant au nazisme, né à Haguenau et assassiné par la Gestapo, le 24 mars 1944.
- Marcelle Engelen Faber (1923-2023), résistante au nazisme. Appartenant au groupe clandestin des Pur-sang formé d'anciennes Guides de France, elle est chargée de faire passer de l'Alsace annexée à la France des prisonniers évadés ou des réfractaires alsaciens de l'armée allemande. Marcelle est chargée de convoyer les personnes qui l'attendent à l'église Saint-Jean de Strasbourg. Après la Libération, elle est chargée d'organiser le service social de la Maison centrale des femmes de Haguenau[16].
- Pierre Seel (1923-2005), seule personnalité homosexuelle française à avoir témoigné à visage découvert de sa déportation durant la Seconde Guerre mondiale pour cause d'homosexualité.
- Claude Fiefel (1924-2018), résistant et agent de renseignement français.

### Personnalités liées à la ville de Haguenau
Personnalités vivantes, nées ou habitant à Haguenau, classées par thème et par ordre alphabétique.

#### Culture

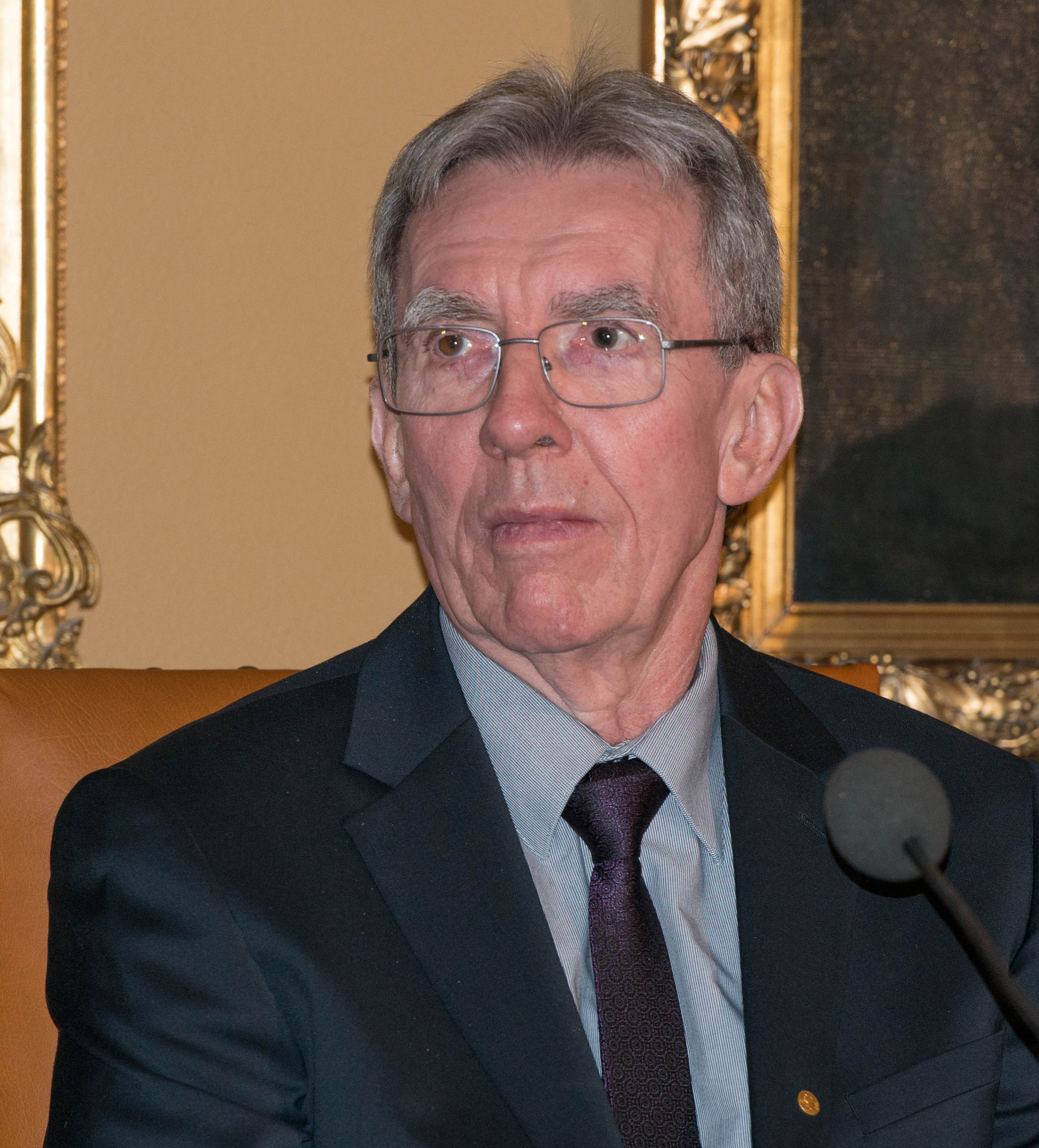
Jean-Pierre Sauvage, prix Nobel de chimie en 2016.

- Huguette Dreikaus, comédienne et écrivain vivant à Haguenau depuis 1963.
- Marcel Loeffler, accordéoniste de jazz manouche, né à Haguenau en 1956.
- Jean-Pierre Sauvage, chimiste, prix Nobel de chimie en 2016, élève au lycée Schuman de Haguenau, né en 1944[17].
- Laurent Witz, réalisateur né à Haguenau en 1975.

#### Politique
- Frédéric Reiss, né en 1949 à Haguenau, ancien conseiller général du Bas-Rhin et ancien maire de Niederbronn-les-Bains (Bas-Rhin) de 1995 à 2014, député de la huitième circonscription du Bas-Rhin depuis 2002.
- Anne Sander, née en 1973 à Haguenau, députée européenne en 2014 a été réélue en 2019.
- Claude Sturni, né en 1962 à Haguenau, ancien directeur général d'entreprise et homme politique. Il est maire de Haguenau depuis 2008 et a été député de 2012 à 2017. Il est conseiller régional du Grand Est depuis 2021.

#### Sport

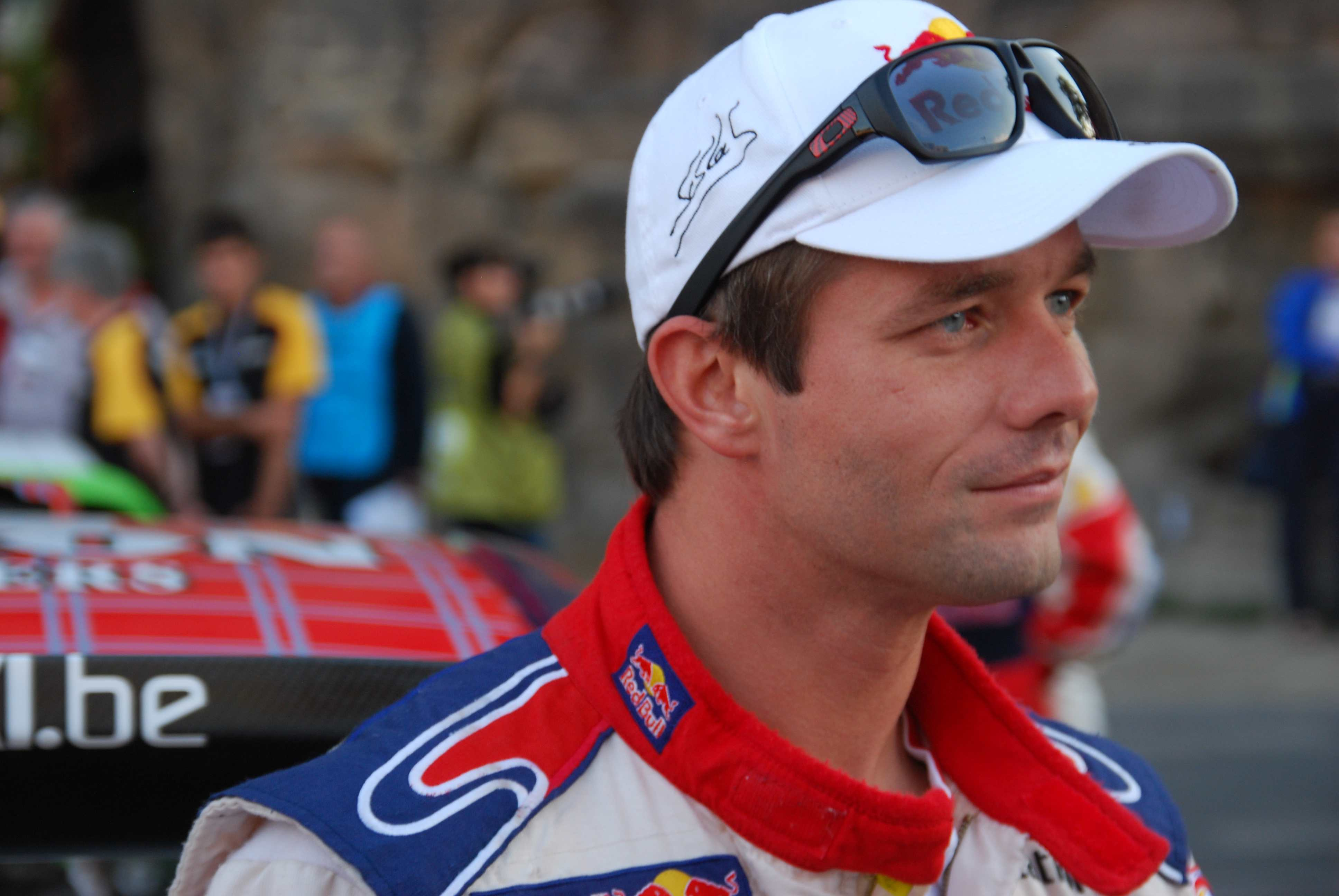
Sébastien Loeb, pilote de rallye et de rallye-raid, 9 titres mondiaux.

- Can Akkuzu, né en 1997 à Haguenau, champion de France de tennis de table en 2019.
- Albert Gemmrich, né en 1955 à Haguenau, footballeur français champion de France 1979 avec le RC Strasbourg.
- Pierre Haarhoff, né en 1932 à Haguenau, athlète et licencié du Racing, deux fois champion de France du 400 mètres en 1956 et en 1960 et champion d'Europe en 1954. Il est médecin retraité.
- Anne Kuhm, gymnaste, participante aux Jeux Olympiques de Londres 2012.
- Sébastien Loeb, né en 1974 à Haguenau, nonuple champion du monde de rallyes automobiles WRC. À noter que son 7e et 9e titre consécutif ont été obtenus le 3 octobre 2010 et le 7 octobre 2012 dans les rues de Haguenau où se déroulait l'arrivée du Rallye d'Alsace. Un espace sportif, inauguré en 2015 au no 8 rue du Tournoi, porte son nom.
- Baptiste Mischler, né en 1997 à Haguenau, est un athlète français spécialiste des courses de demi-fond. Il remporte, en 2015,le championnat d'Europe de cross-country juniors par équipe. En 2018, Baptiste Mischler remporte le titre de Champion de France Universitaire de Cross-Country à Vineuil. En 2021, il remporte le titre du 1 500 mètres aux Championnats de France d'athlétisme à Angers, un titre qui le place dans les meilleurs athlètes français en demi-fond.
- Océanne Muller, née en 2003 à Schiltigheim, habitant Brumath, est tireuse de carabine licenciée au club du Saint-Wendelin Haguenau-Harthouse. Elle est médaille d'or aux championnats d'Europe de tir à la carabine à 10 m en équipes mixtes en 2021 et médaille d’or à la carabine 10 mètres aux Jeux méditerranéens à Oran (Algérie) en 2022.
- Léo Westermann, basketteur français (il joue depuis le début de la saison 2014-2015 au Limoges CSP et médaillé d'argent au Championnat d'Europe de basket-ball masculin des 20 ans et moins en 2009.
- Baysangur Chamsoudinov, né le 16 août 2001 à Ourous-Martan en Tchétchénie, immigre en France à 4 ans et s'installe à Haguenau, est un pratiquant d'arts martiaux mixtes.